# Airaphilus
Airaphilus es un género de escarabajos de la familia Silvanidae, que contiene las siguientes especies:

## Especies
- Airaphilus abeillei[2]
- Airaphilus abnormis[2]
- Airaphilus andrewesi[2]
- Airaphilus arcadius[2]
- Airaphilus calabricus Obenberger
- Airaphilus carpetanus Heyden
- Airaphilus chotanicus Semen.
- Airaphilus corsicus Grouvelle
- Airaphilus depressus Reitter
- Airaphilus doramas[2]
- Airaphilus elongatus Gyllenhal
- Airaphilus fallax Grouvelle
- Airaphilus ferrugineus Kraatz
- Airaphilus filiformis Reitter
- Airaphilus grouvellei Reitter
- Airaphilus hellenicus Obenberger
- Airaphilus hirtulus Reitter
- Airaphilus kaszabi Ratti
- Airaphilus madagascariensis Grouvelle
- Airaphilus martini Grouvelle
- Airaphilus montisatri Peyerimhoff
- Airaphilus nasutus Chevrolat
  - Airaphilus nasutus balearicus
  - Airaphilus nasutus nasutus
- Airaphilus natavidadei Peyerimhoff
- Airaphilus nubigena Wollaston
- Airaphilus paganettii Obenberger
- Airaphilus perangustus
- Airaphilus peyerimhoffi[2]
- Airaphilus raffrayi Grouvelle
- Airaphilus seabrai Luna de Carvalho
- Airaphilus semenowi Reitter
- Airaphilus seminiger Grouvelle
- Airaphilus serricollis Reitter
- Airaphilus siculus Reitter
- Airaphilus simoni Grouvelle
- Airaphilus subferrugineus Reitter
- Airaphilus syriacus Grouvelle
- Airaphilus vaulogeri Grouvelle